# Ion Dongorozi
Ion Dongorozi (n. 4 ianuarie 1894, Tecuci, Tecuci, România – d. 20 mai 1975, București, România) a fost un prozator român.

## Biografie
S-a născut la Tecuci în familia lui Dionisie Dongorozi și al soției sale, Ecaterina. După ce a absolvit cursurile preuniversitare la Liceul Vasile Alecsandri din Galați, a studiat la Facultatea de Litere și Filozofie a Universității din București, precum și la institutul pedagogic din același oraș. A debutat ca scriitor după Primul Război Mondial în revista Convorbiri Literare, apoi a colaborat la revistele Ramuri, Universul literar, Scrisul românesc, Rampa și Adevărul literar și artistic. A lucrat ca profesor de geografie și filozofie la câteva licee din Craiova și București, apoi a condus Teatrul Național din Craiova în perioada 15 aprilie 1926 – 15 august 1927. În timpul mandatului său de director, Dongorozi a introdus reprezentațiile teatrale duminicale în școli, închisori și cazărmi, a organizat conferințe cu invitați de prestigiu și a organizat turnee prin întreaga Oltenie. El a îndeplinit funcția de prefect al județului Caraș în 1931. A fost coautor de manuale, împreună cu Simion Mehedinți.
Proza sa scurtă, scrisă într-un stil sămănătorist pitoresc, a apărut în mai multe volume: Cum s-a despărțit tanti Veronica, Filimon Hâncu (1924), La hotarul dobrogean (1924), Signor Berthelotty (1926), Socoteli greșite (1926), Examen de bacalaureat (1928), Ancheta (1930), Țucu (1931), Reprezentație de adio (1932) și Belfer îndrăgostit (1934). El a scris, de asemenea, Castelul preutesei (1943) și Chipuri de copii (1944). Timp de peste un deceniu nu a mai scris, după care a revenit cu o nouă perspectivă ideologică care s-a conformat cerințelor regimului comunist care preluase puterea, așa cum reiese din volumele A deraiat un expres (1957), Vâltori (vol. I, 1958) și Stea de cinema (1971).

## Opera
- Cum s-a despărțit tanti Veronica, Craiova, f.a.;
- Filimon Hâncu, București, 1924;
- La hotarul dobrogean, Craiova, 1924;
- Surpriză, București, f.a.;
- Însăilări, Craiova, 1925;
- Povestirile lui Dinu Costaki Stupcan, Craiova, 1925;
- Signor Berthelotty, Arad, 1926;
- Socoteli greșite, Craiova, 1926;
- Examen de bacalaureat, Craiova, 1928;
- Împăcare, București, f.a.;
- Amintiri, București, f.a.;
- Ancheta, Craiova, 1930;
- Monumentul eroilor, București, 1931;
- Țucu, Craiova, 1931;
- Românii de peste hotare, Craiova, f.a.;
- Reprezentație de adio, Craiova, 1932;
- Belfer îndrăgostit, Craiova, 1934;
- Castelul preutesei, Craiova, 1943;
- Chipuri de copii, București, 1944;
- A deraiat un expres, București, 1957;
- Vâltori, I, București, 1958;
- Escapada, Craiova, f.a. (ed. nouă, București, 1968);
- Stea de cinema, postfață de George Muntean, București, 1971.

### Traduceri
- L. Davîdov, Uriașul din Ural, în colab. cu Paul Verbițchi, București, 1956;
- Boris Galin, O forță minunată, în colab. cu M. Friedman, București, 1957.